# Godshuis van de Twaalf Apostelen
Het Godshuis van de Twaalf Apostelen was een instelling voor armenzorg in het middeleeuwse en vroegmoderne Brussel. Het godshuis, een van de grotere in de stad, was gelegen in de verdwenen Twaalfapostelenstraat om de hoek van de Terarkenstraat. Dertien oudere mannen die armoede leden en waardig werden bevonden, konden er langdurig verblijven. 
De stichter bij testament was kanunnik en hertogelijk secretaris Willem Bont in 1432. Als ondergrens voor opname stelde hij de leeftijd van 60 jaar in. Voor inkomsten zorgde een hofstede te Vossem, die nog steeds bekendstaat als het Hof der Twaalf Apostelen. Het godshuis beschikte over een ruime tuin met wijnranken. Er was een kapel, een bakkerij en waarschijnlijk ook een kleine slagerij. De bewoners kregen naast kost en inwoon een maandelijks geldbedrag. Dagelijks was er mis en gebed. Op feestdagen gingen ze rond om aalmoezen en stortten de opbrengst in de kas. 
Bij het einde van het ancien régime werd het godshuis genationaliseerd en nam de overheid het bestuur in handen. Voor de mannen werd in 1826 het Groot Godshuis opgericht. Nadien verbleven vrouwen in het Godshuis van de Twaalf Apostelen, tot zij in 1830 verhuisden naar de Verenigde Godshuizen. 
De archieven worden gebruikt voor sociaalhistorisch onderzoek.